# Izovajsav
Az izovajsav vagy 2-metilpropánsav egy karbonsav, szerkezeti képlete (CH3)2—CH—COOH.
Szabad állapotban előfordul a szentjánoskenyérben (Ceratonia siliqua), a vaníliában és az Arnica dulcis gyökerében, etil-észtere pedig a krotonolajban. A n-vajsav egyetlen szerkezeti izomerje; képletük azonos (C4H8O2), de szerkezetük különböző.

## Előállítása
Mesterségesen előállítható az izobutironitril lúgos közegben végzett hidrolízisével, izobutanol kálium-dikromáttal és kénsavval történő oxidálásával vagy nátrium amalgám és metakrilsav reagáltatásával. Közönséges körülmények között egy kellemetlen szagú folyadék. Forráspontja 155 °C, fajsúlya 0,9697 (0 °C-on). Ha krómsav oldatával hevítik 140 °C-on, acetonra bomlik szén-dioxid képződése mellett. Kálium-permanganát α-hidroxiizovajsavvá oxidálja, melynek képlete (CH3)2—C(OH)—COOH. Sói jobban oldódnak vízben, mint a vajsav sói.

### Biológiai előállítása
Egyes baktériumok a cukor lebontásával állítanak elő izovajsavat, ezt a folyamatot használják fel a kereskedelmi célú előállítására.

## Fordítás
- Ez a szócikk részben vagy egészben  az   Isobutyric acid című angol Wikipédia-szócikk ezen változatának fordításán alapul.  Az eredeti cikk szerkesztőit annak laptörténete sorolja fel. Ez a jelzés csupán a megfogalmazás eredetét és a szerzői jogokat jelzi, nem szolgál a cikkben szereplő információk forrásmegjelöléseként.